# Архитектурный совет города Москвы

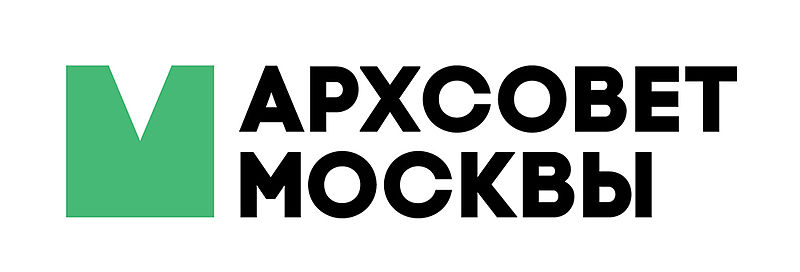
Архсовет Москвы

Архитектурный совет города Москвы (Архсовет Москвы) — постоянно действующий коллегиальный и совещательный орган при Комитете по архитектуре и градостроительству города Москвы, рассматривающий значимые для города архитектурные объекты и решения в сфере архитектуры и градостроительства.

## О совете
Архитектурный совет сформирован в соответствии с распоряжением Мэра Москвы от 23.01.2013 № 34-РМ в целях практической реализации единой градостроительной и архитектурной политики в Москве и повышения качества проектов в инвестиционно-строительной деятельности на территории Москвы, а также максимально открытого публичного освещения решений по ключевым градостроительным объектам.
Рассмотрение градостроительных решений совещательными органами по вопросам градостроительной деятельности регламентируется ст.70 Градостроительного кодекса города Москвы : архитектурный совет города Москвы, создаваемый в соответствии с Градостроительным кодексом города Москвы при органе, уполномоченном в области градостроительного проектирования и архитектуры, осуществляет коллегиальное профессиональное рассмотрение архитектурных решений в области градостроительного, архитектурно-строительного, ландшафтного и садово-паркового проектирования, проектирования объектов комплексного благоустройства территории. Рекомендации Архитектурного совета города Москвы учитываются органами исполнительной власти города Москвы при принятии решений в области градостроительной деятельности, в том числе и Москомархитектуры
Основными задачами Архитектурного совет согласно Положению об Архитектурном совете города Москвы являются профессиональная оценка градостроительных и архитектурных проектов и научно-исследовательских работ, анализ действующих и вновь разрабатываемых нормативов в сфере градостроительства, архитектуры и смежных видов проектной деятельности.
В соответствии с поручением заместителя Мэра Москвы в Правительстве Москвы по вопросам градостроительной политики и строительства и/или по решению главного архитектора города Москвы на заседании Архитектурного совета подлежат рассмотрению документы территориального планирования и градостроительного зонирования, документация по планировке территории, территориальные и отраслевые схемы, а также архитектурные решения объектов, расположенных в исторической части города, на магистралях и площадях общегородского значения, высотных зданий и сооружений и иных уникальных, технически сложных и особо опасных объектов/
В 2017 году совет учредил Архитектурную премию Москвы.

## История
В предыдущем формате Архитектурный совет долгое время действовал при главном архитекторе А. В. Кузьмине на основании Федерального закона от 17 ноября 1995 г. № 169-ФЗ «Об архитектурной деятельности в Российской Федерации».
Главой вновь сформированного Архсовета стал главный архитектор Москвы Сергей Кузнецов. Права совета значительно расширились после принятия постановления №284-ПП от 30.04.2013 «Об оптимизации порядка утверждения архитектурно-градостроительных решений объектов капитального строительства в городе Москве», согласно которому процедура получения АГР стала обязательной для всех застройщиков.
Согласно утверждённому формату заседаний, Управление Архитектурного совета готовит по каждому объекту справку о соответствии данным, указанным в ГПЗУ, оценку экспертов по ландшафтно-визуальному анализу и нормативам, действующим на территории города Москвы. Результатом рассмотрения на заседании Архитектурного совета становится протокол, на основании которого выдается Свидетельство об АГР, либо мотивированный отказ с необходимыми рекомендациями по доработке проекта. В результате Архитектурный совет получил возможность непосредственно влиять на архитектурный облик города.

## Состав[8]
- Сергей Кузнецов — Председатель Архсовета, Главный архитектор города Москвы, первый заместитель председателя Москомархитектуры

- Александр Кудрявцев — Президент Российской академии архитектуры и строительных наук

- Андрей Гнездилов — Архитектор, архитектурное бюро «Остоженка»

- Владимир Плоткин — Главный архитектор ТПО «Резерв»

- Евгений Асс — Российский архитектор и художник, основатель и ректор Архитектурной школы «МАРШ», профессор МАрхИ

- Михаил Посохин — Генеральный директор «Моспроект-2» им. М. В. Посохина

- Николай Шумаков — Президент Союза Московских архитекторов, главный архитектор Метрогипротранса

- Сергей Чобан — Руководящий партнер архитектурной мастерской SPEECH

- Вадим Греков — Управляющий директор «Моспроекта-4»

- Юлия Бурдова — Архитектор, партнер Buromoscow

- Александр Цимайло — Архитектор, руководитель архитектурного бюро «Цимайло Ляшенко и Партнеры»

- Александр Асадов — Творческий директор «Архитектурного бюро Асадова»

- Тимур Башкаев — Руководитель «Архитектурного Бюро Тимура Башкаева»

- Сергей Скуратов — Основатель, президент и творческий руководитель «SERGEY SKURATOV ARCHITECTS».

Согласно Положению об Архитектурном совете города Москвы ежегодно предполагается ротация части членов Архитектурного совета.

## Задачи
Решения Архитектурного совета призваны обеспечивать:
- Сохранение исторического и природного своеобразия территории города Москвы, особенностей её планировочной структуры, архитектурного облика города и городской среды.
- Гарантируемые региональными нормативами градостроительного проектирования в городе Москве социальное качество и комфорт городской среды, в том числе комплексность застройки, инженерного обеспечения, транспортного и коммунально-бытового обслуживания, благоустройства и озеленения территории, доступность для населения, включая инвалидов, социально значимых объектов обслуживания, инфраструктуры, рекреационных территорий и общественных пространств.
- Создание градостроительных условий, благоприятных для устойчивого экономического и социального развития города Москвы, роста благосостояния, экономической самостоятельности, эффективной занятости и социальной защищенности населения города Москвы, повышения конкурентоспособности экономики города Москвы, в том числе для реализации приоритетных национальных проектов и федеральных целевых программ, действие которых распространяется на территорию города Москвы.
- Учёт взаимосвязей города Москвы и Московской области.